# Rhumequelle
Koordinaten: 51° 35′ 23,1″ N, 10° 18′ 36,7″ O

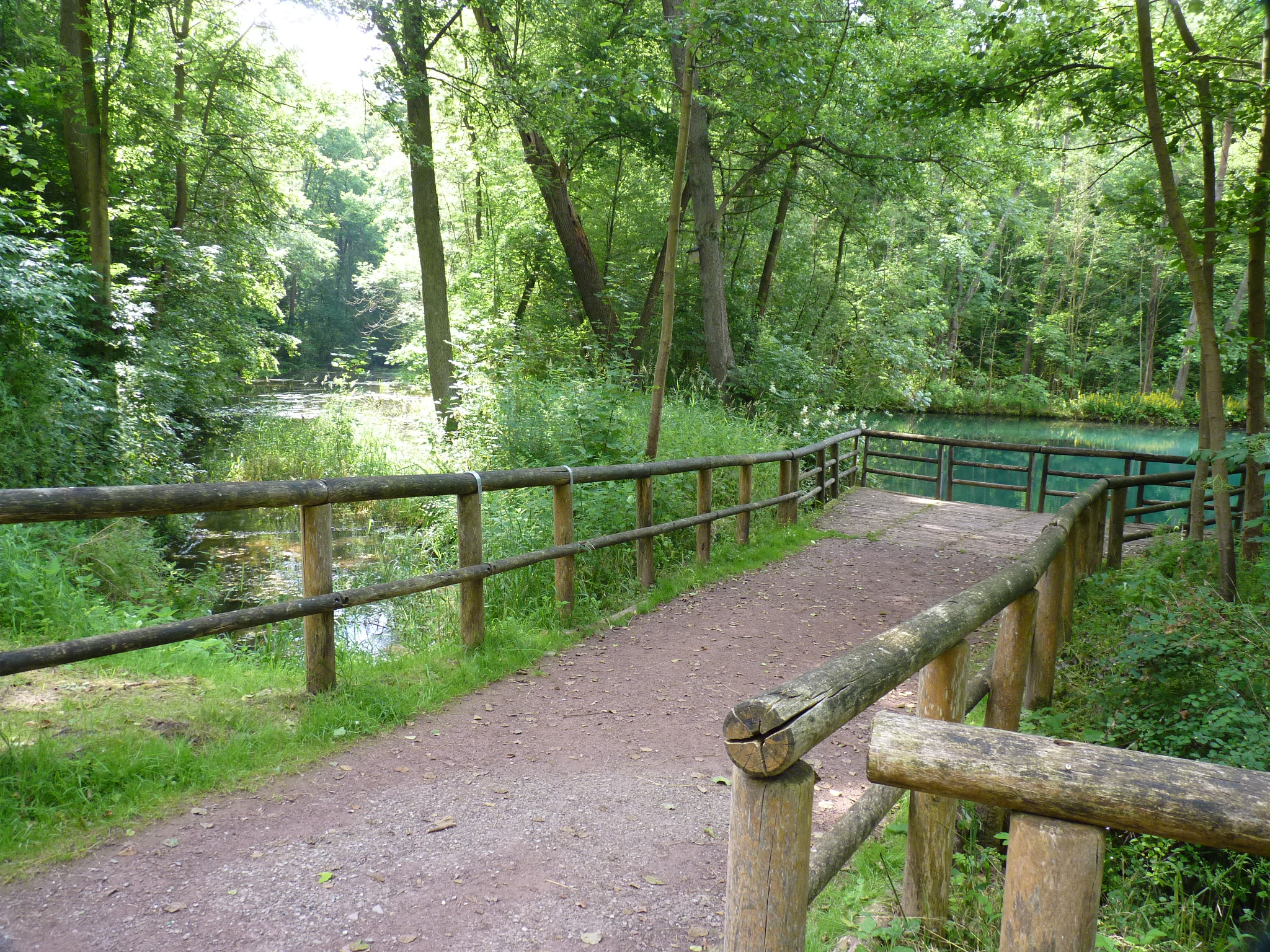
Zuweg und Aussichtsplattform am Quelltopf der Rhumequelle

Die Rhumequelle ist die große Karstquelle des Flusses Rhume im südöstlichen Teil des Höhenzugs Rotenberg im niedersächsischen Landkreis Göttingen. Sie liegt am nordöstlichen Ortsrand von Rhumspringe, aber zu einem großen Teil auf dem Gebiet des Herzberger Ortsteils Rhumasprung.
Die Quelle befindet sich im Naturschutzgebiet Rhumeaue, Ellerniederung, Schmalau und Thiershäuser Teiche. Sie ist als Naturdenkmal ausgewiesen und wurde 2006 als ein Bestandteil der Zechstein-Landschaft am Südharz in die Liste der 77 ausgezeichneten Nationalen Geotope aufgenommen.

## Beschreibung

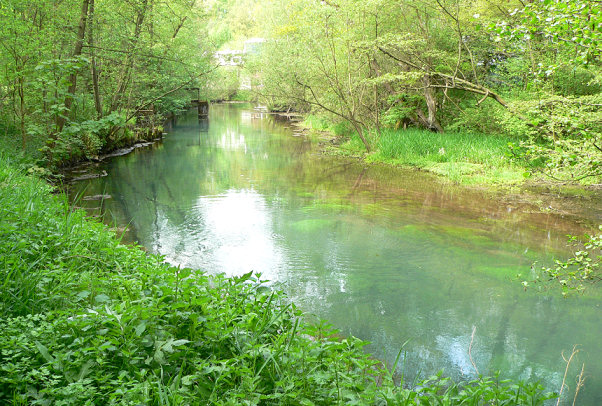
Die Rhume kurz hinter ihrer Quelle

Die Quelle ist von einer nahegelegenen Landstraße mit einem Parkplatz gut erreichbar. Sie ist mit einer mittleren Quellschüttung von 2000 Litern pro Sekunde die nach Aachtopf, Paderquellen und Blautopf viertstärkste Quelle Deutschlands. Die höchste je gemessene Schüttung betrug knapp 6000 Liter pro Sekunde (laut Hinweisschild an der Quelle). Theoretisch könnte jeder Einwohner in Deutschland täglich über zwei Liter Wasser aus der Rhumequelle erhalten. Die Rhumequelle ist somit auch eine der ergiebigsten Karstquellen Mitteleuropas, und zwar mit im Winter und Sommer nahezu gleich bleibender Wasserführung. Die Wassertemperatur beträgt ganzjährig konstant 8 bis 9 °C, daher friert der Quellsee im Winter nie ein.
Das Wasser tritt aus einem trichterförmigen Hauptquelltopf mit etwa 500 m² Fläche sowie aus zahlreichen Nebenquellen und der Johannisquelle hervor. Im etwa 7 bis 8 m tiefen Quelltopf schimmert das Wasser grün-bläulich bis türkis. Das Wasser fließt in einem bereits an der Quelle 5 m breiten Fluss ab. Ein Indikator für die gute Wasserqualität sind die in der Rhume nahe der Quelle lebenden Forellen. Das Quellgebiet liegt inmitten eines Auwaldes mit feuchtigkeitsliebenden Bäumen. 1999 wurde der Quellbereich durch das Anlegen von Wegen und einer Aussichtsplattform saniert. Das Quellwasser dient seit 1978 zur Trinkwasserversorgung. Die Eichsfelder Energie- und Wasserversorgungsgesellschaft (EEW) entnimmt etwa 1 % des Wassers und versorgt nach einer Aufbereitung damit rund 15.000 Einwohner.
Die Rhumequelle liegt am Karstwanderweg und der Solling-Harz-Querweg endet hier.

## Wasserherkunft
Das Quellwasser stammt nur zu etwa 4 % aus oberirdischem Einzugsgebiet. Der Rest stammt aus unterirdischen Zuflüssen des Südharzer Gipskarstgebiets, das sich zwischen dem Rotenberg und dem Oberharzrand erstreckt und das Pöhlder Becken einschließt. In dieses Karstgestein mit unterirdischen Hohlräumen versickert ein Teil der wasserreichen Harzflüsse Oder und Sieber. Die Rhumequelle ist ein „Überlaufventil“ dieses riesigen unterirdischen Wasserspeichers im Karstgestein. Im Sommer kommt es daher nicht selten vor, dass die Flüsse und Bäche zwischen Harz und Rotenberg trockenliegen; lediglich die Oder ist davon nicht betroffen, da sie durch zwei Talsperren reguliert wird. Seen wie der Ochsenpfuhl besitzen gar keine oberirdischen Abflüsse, ihr gesamter Abfluss lässt sich in der Rhumequelle wiederfinden.
Die enorme Wasserschüttung der Quelle weckte schon früh die Vermutung, dass das Quellwasser aus dem Harzvorland stammen muss. Bereits 1913 fanden Tracer-Versuche statt, um die Fließwege des Wassers zu erforschen. Dabei wurden in etwa 6 bis 9 km entfernte Bereiche der Flüsse Oder und Sieber Farbstoffe gegeben. Etwa 30 Stunden später tauchten diese Farbstoffe in der Rhumequelle wieder auf. Dies war der Beweis, dass das Wasser aus diesen zwei Fließgewässern (und deren Zuflüssen) unterirdisch zur Rhumequelle fließt.

## Quellopfer
Bei der Rhumequelle handelt es sich um einen Opferplatz. Eine erste Untersuchung des Quellgrundes gab es 1966 durch einen Taucher; er fand eine ca. 20 cm hohe Christusfigur aus Metall in Kreuzigungshaltung, die der Zeit des Spätmittelalters bis zur Neuzeit zugerechnet wurde.

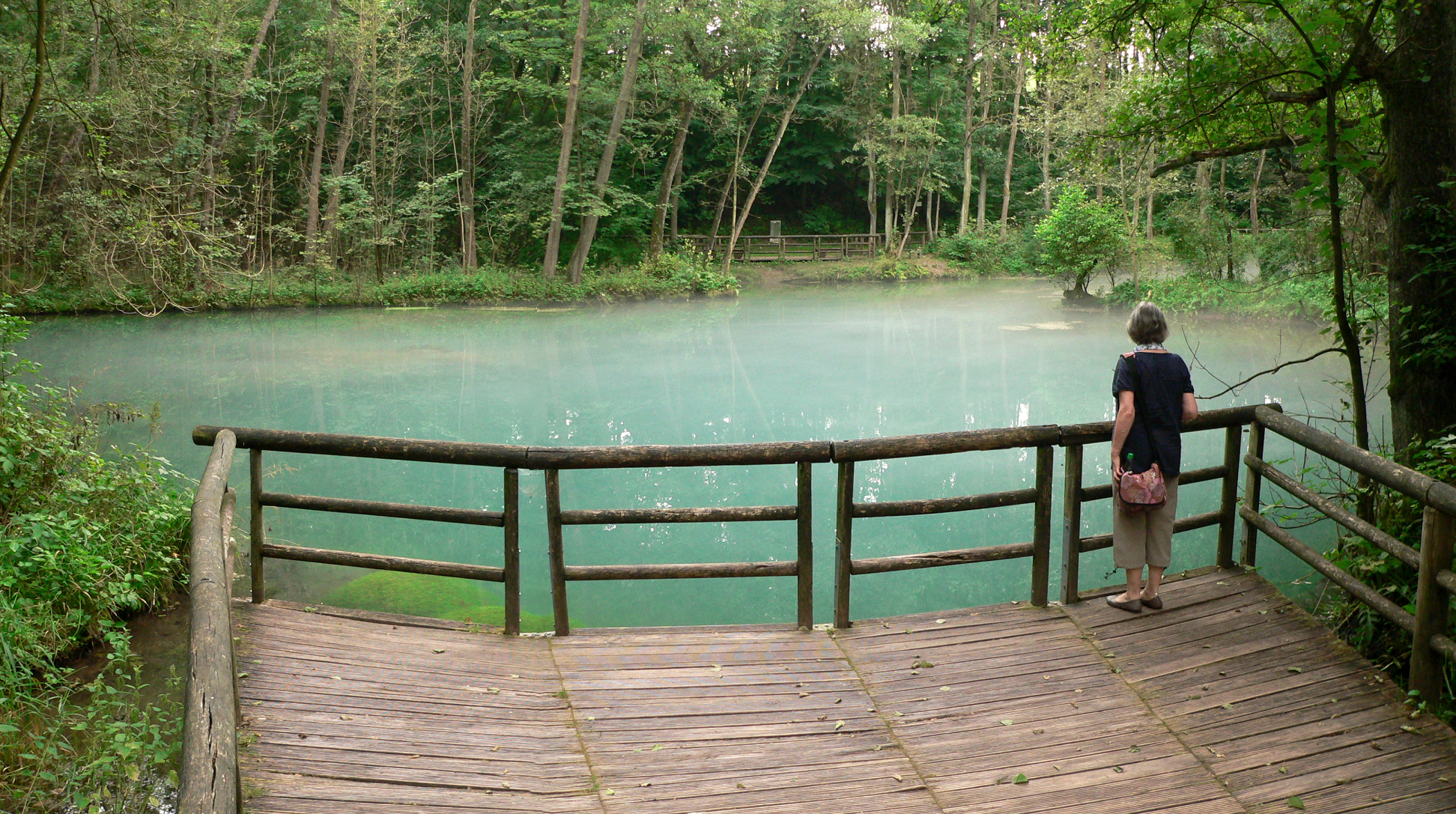
Aussichtsplattform am Quelltopf

Eine intensive archäologische Untersuchung des Quellgrundes erfolgte von Dezember 1998 bis März 1999. Anlass war eine umfassende Sanierung des Quellgebietes für die Besucher mit der Anlage von neuen Wegen und Aussichtsplattformen. Damit verbunden war eine Ausschürfung von rund 10 m³ Sediment aus dem Zentrum des Teiches. Beim Aussieben des Sediments fanden sich frühneolithische Keramikreste, zum Teil mit linienbandkeramischer Verzierung, drei Flachhacken und ein kleiner hoher Schuhleistenkeil aus Felsgestein, mehrere Abschläge und Klingen aus Feuerstein und Kieselschiefer, eine wohl jungneolithische, geschliffene Beilklinge aus nordischem Feuerstein sowie das Fragment einer bronzenen Nauheimer Fibel aus der jüngeren vorrömischen Eisenzeit. Die Fundlage macht wahrscheinlich, dass es sich um intentionell entäußerte Opfer handelt. Eine Interpretation als Siedlungs- oder Verlustfunde erscheint ausgeschlossen. Im nördlichen Mitteleuropa ist damit erstmals ein Quellopferkult aus dem bandkeramischen Frühneolithikum nachweisbar, dessen Siedlungsräume sich in den Lössflächen des Untereichsfeldes und des südwestlichen Harzvorlandes erstrecken. Im Fundgut befanden sich auch zahlreiche Stücke aus der Neuzeit bis ins 20. Jahrhundert, wie Münzen, Gewehrmunition und eine Schiffsglocke mit dem eingeschlagenen Namen Titanic, die in die erste Hälfte des 20. Jahrhunderts datiert wurde.